# Tylor Perry
Tylor Timar Perry (Fort Coffee, Oklahoma; 17 de enero de 2001) es un baloncestista estadounidense que pertenece a la plantilla de los Raptors 905 de la G League. Con 1,80 metros de estatura, juega en la posición de base.

## Trayectoria deportiva

### Universidad
Tras jugar dos temporadas en el Commmunity College de Coffeyville, en Coffeyville, Kansas, se comprometió a continuar su carrera universitaria en la División I de la NCAA con los Mean Green de la Universidad del Norte de Texas, con los que disputó
dos temporadas, en las que promedió 15,6 puntos, 3,2 rebotes, 2,3 asistencias y 1,3 robos de balón por partido. En ambas temporadas fue incluido en el mejor quinteto de la Conference USA, y en la segunda de ellas fue elegido Jugador del Año.
En 2023 fue transferido a los Wildcats de la Universidad Estatal de Kansas, donde jugó una última temporada, en la que promedió 15,3 puntos, 4,4 asistencias y 3,0 rebotes por encuentro.

#### Estadísticas
| Año     | Equipo       | PJ  | PT | MPP  | %TC  | %3P  | %TL  | RPP | APP | ROB | TPP | PPP  |
| ------- | ------------ | --- | -- | ---- | ---- | ---- | ---- | --- | --- | --- | --- | ---- |
| 2021–22 | North Texas  | 31  | 1  | 29.9 | .422 | .414 | .832 | 2.9 | 2.5 | 1.3 | .1  | 13.5 |
| 2022–23 | North Texas  | 36  | 36 | 34.2 | .437 | .413 | .872 | 3.4 | 2.1 | 1.3 | .1  | 17.3 |
| 2023–24 | Kansas State | 34  | 34 | 36.4 | .358 | .335 | .909 | 3.0 | 4.4 | 1.1 | .1  | 15.3 |
| Total   | Total        | 101 | 71 | 33.6 | .405 | .383 | .875 | 3.1 | 3.0 | 1.2 | .1  | 15.5 |

### Profesional
Tras no ser elegido en el Draft de la NBA de 2024, disputó la Liga de Verano de la NBA con los Toronto Raptors, y el 26 de octubre se incorporó a la plantilla de los Raptors 905, tras haber sido elegido en el Draft de la NBA G League de 2024 en el puesto 15 por el equipo canadiense.